# Frank van der Zwan
Frank van der Zwan (Delft, 27 juli 1988) is een Nederlands profvoetballer die onder contract staat bij Go Ahead Eagles.

## Carrière
Van der Zwan speelde in de jeugdopleiding van ADO Den Haag, totdat hij in juli 2007 samen met Tim Oosterheert naar FC Utrecht verhuisde. Medio 2008 werd de aanvaller verhuurd aan eerstedivisionist HFC Haarlem, omdat hij daar meer kans had op speeltijd en niet goed overweg kon met David Nascimento, op dat moment trainer van Jong Utrecht. Hij maakte zijn debuut in het betaald voetbal op 8 augustus 2008 in de met 2-1 gewonnen thuiswedstrijd tegen TOP Oss, waar hij na 74 minuten inviel voor Laurens ten Heuvel. In Haarlem groeide Van der Zwan uiteindelijk uit tot een vaste waarde in het eerste elftal, en speelde hij 18 wedstrijden in één seizoenshelft. Utrecht besloot echter om hem halverwege het seizoen weer terug te laten keren naar de Domstad, vanwege het feit dat ze spitsen tekortkwamen.
Vlak na zijn terugkeer raakt hij aan zijn enkel geblesseerd. FC Utrecht besloot eind januari de Delftenaar een operatie te laten ondergaan, waardoor hij minimaal vier maanden uit de roulatie zou zijn.
Het contract van Van der Zwan wordt medio april 2009 met één jaar verlengd en zo krijgt hij de kans fit te worden en zich te bewijzen.
In het begin van het seizoen 2009/2010 is Van der Zwan volledig fit en moet hij zich voorlopig wekelijks laten zien in Jong Fc Utrecht, waar hij in 2007/2008 al vele doelpunten heeft gemaakt. In het seizoen 2009-2010 maakt hij deel uit van de A-selectie en wordt hij topscoorder bij Jong FC Utrecht. Tevens maakt hij zijn eredivisiedebuut tegen RKC.
Vanaf het seizoen 2010/2011 speelt hij voor Go Ahead Eagles. Hij tekent een contract voor twee jaar met een optie voor een derde jaar. Door blessureleed en operaties komt hij in twee jaar tijd tot slechts driehonderd speelminuten waarin hij twee keer scoort en vijf assists geeft.
Aan het einde van het seizoen 2011/2012 laat Van der Zwan zich opereren in Amsterdam en besluit hij bij topklasser Scheveningen te gaan spelen. Het gehoopte herstel blijft echter uit en in januari 2013 besluit hij te stoppen en een geheel ander traject in te zetten. Hij gaat trainen bij zijn oude club Full Speed in Delft en neemt het besluit om samen met zijn broer met ingang van het seizoen 2013-2014 ook hier te gaan spelen om het plezier in het voetbal weer terug te vinden. Inmiddels gaat Van der Zwan onder professionele begeleiding verder met zijn revalidatie. Een terugkeer in het betaalde voetbal sluit hij nog steeds niet uit.

## Statistieken
| Seizoen | Club            | Wedstrijden | Doelpunten | Competitie     |
| ------- | --------------- | ----------- | ---------- | -------------- |
| 2008/09 | FC Haarlem      | 17          | 1          | Eerste divisie |
| 2009/10 | FC Utrecht      | 2           | 0          | Eredivisie     |
| 2010/11 | Go Ahead Eagles | 11          | 2          | Eerste divisie |
| 2011/12 | Go Ahead Eagles | 0           | 0          | Eerste divisie |
| Totaal  |                 | 30          | 3          |                |